# 高频重组
高频重组 （Hfr）发生在大肠杆菌中，是一种通过非常少见的单交换将F因子整合到细菌染色体上后，造成菌株与F-菌株（F因子受体菌株）杂交时出现重组子的频率比F+（F因子供体菌株）与F-菌株杂交高出近1000倍的现象。具有高频重组性质的菌株称为高频重组菌株，它们的F因子在整合后便不能再自行复制，而只能随宿主染色体的复制而复制。